# Sparrow Lacus
Der Sparrow Lacus – der Name ist lateinisch – ist ein Methansee auf dem Saturnmond Titan. Er wurde nach dem Sparrow Lake, einem See in Kanada, benannt. Sein mittlerer Durchmesser beträgt 81,4 km. Er befindet sich bei den Koordinaten 84,3 N / 64,7 W.